# الانتخابات العامة الأوغندية 2021
أجريت الانتخابات العامة في أوغندا في 14 يناير 2021 لانتخاب الرئيس وأعضاء البرلمان. أعيد انتخاب الرئيس الحالي يوري موسفني، الذي يحكم البلاد منذ عام 1986، لولاية سادسة بنسبة 58.64٪ من الأصوات، وبلغ إقبال الناخبين 57٪.

## النظام الانتخابي
يُنتخب رئيس أوغندا باستخدام نظام الدورتين، حيث يحتاج المرشحون إلى الحصول على 50 ٪ على الأقل من الأصوات لينتخبوا في الجولة الأولى. ينص الفصل 142 من قانون الانتخابات الرئاسية لعام 2000 على أن المرشحين للرئاسة يجب أن يكونوا مواطنين أوغندين بالولادة وأن يكونوا مؤهلين ليكونوا نوابًا. يُطلب من المرشحين أيضًا أن يتمتعوا بعقل سليم وليس لهم صلة رسمية بالمفوضية الانتخابية الأوغندية. ألغي تحديد المدة في عام 2005. يُشرف على الانتخابات من قبل اللجنة الانتخابية الأوغندية.
يبلغ إجمالي عدد مقاعد البرلمان الأوغندي 529 مقعدًا، بما في ذلك 353 نائبًا منتخبًا باستخدام الفوز للأكثر أصواتا في الدوائر الانتخابية الفردية. وبنفس الطريقة، شغلت 146 مقعدًا للنساء، بمقعد واحد لكل منطقة. أخيرًا، يُشغل 30 مقعدًا بشكل غير مباشر عن طريق هيئات انتخابية خاصة: 10 مقاعد للجيش، و 5 للشباب، و 5 للكبار، و 5 للنقابات، و 5 للأشخاص ذوي الإعاقة. في كل مجموعة من هذه المجموعات، يجب انتخاب امرأة واحدة على الأقل (اثنتان على الأقل لمجموعة الجيش).

## المرشحون للرئاسة
سُجل أحد عشر مرشحا لخوض الانتخابات.
1. يوري موسفني، حركة المقاومة الوطنية
2. بوبي واين، منصة الوحدة الوطنية
3. جون كاتومبا، مستقل
4. ويلي مايامبالا، مستقل
5. فريد مويسيجي، مستقل
6. هنري تومكوندي، مستقل
7. جوزيف كابوليتا، مستقل
8. نانسي كاليمبي، مستقلة
9. باتريك أوبوي أموريات، منتدى التغيير الديمقراطي
10. موغيشا مونتو، التحالف من أجل التحول الوطني
11. نوربرت ماو، الحزب الديمقراطي

## الحملة الانتخابية
توقفت الحملات الانتخابية في مبارارا، كابارولي، لويرو، كاسيس، ماساكا، اكيسو، جينجا، كالونغو، كازو كامبالا وتورورو في 26 يناير عام 2020. قالت الحكومة إنها تهدف إلى منع انتشار جائحة فيروس كورونا في أوغندا، لكن منتقدين قالوا إن ذلك كان بسبب شعبية المعارضة في تلك المناطق، وكانت الحشود في السابق مقتصرة على 200 شخص.

## سير العملية

### المراقبون الدوليون.
يقول الاتحاد الأوروبي إنه لم ينشر مراقبين (بعثة مراقبة الانتخابات - بعثة مراقبة الانتخابات) بسبب تجاهل التوصيات السابقة.
في 13 يناير 2021، ألغت الولايات المتحدة مراقبتها للانتخابات الرئاسية في أوغندا قائلة إن التصويت سوف يفتقر إلى الشفافية والمساءلة.

### اعتقال بوبي واين
في 18 نوفمبر 2020، أُلقي القبض على مرشح المعارضة بوبي واين بزعم انتهاكه لبروتوكولات كوفيد-19 خلال حملته الرئاسية في أوغندا. زعمت منصة الوحدة الوطنية أن الاعتقالات المستمرة لأعضائها كانت تهدف إلى خنق قدرتهم على القيام بحملة بدلاً من اتباع بروتوكولات كوفيد. ونزل أنصار واين إلى شوارع كامبالا واشتبكوا مع قوات الأمن. أدى ذلك إلى احتجاجات عنيفة قتل فيها 100 شخص وجرح أكثر من 500.
واعتقل واين مرة أخرى في 30 ديسمبر في جزيرة كالانجالا، حيث قطعت الشرطة مسيرة كان ينظمها. فضت الشرطة المسيرة باستخدام الغاز المسيل للدموع ووُضع واين قيد الإقامة الجبرية في منزله في كامبالا. خلال حملته، اعتقل وسجن وقتل العديد من مساعديه وحراسه الشخصيين وأعضاء الوفد المرافق له.

### وسائل التواصل الاجتماعي وحجب الإنترنت
في 13 كانون الثاني (يناير) 2021، أي قبل يوم من الانتخابات وبعد يوم واحد من إغلاق فيسبوك لحسابات «وهمية» قال إنها مرتبطة بالحكومة، أمر منظم الاتصالات في أوغندا جميع شركات الاتصالات بحظر الوصول إلى وسائل التواصل الاجتماعي وتطبيقات المراسلة رداً على ذلك. ونفت الحكومة الأوغندية الاتهامات واتهمت فيسبوك بالتدخل في الانتخابات قائلة «أعتقد أنهم يلعبون الألعاب المعتادة، نعلم أن لهم دورًا ربما في هذه الانتخابات».
في الخامسة مساءً يوم 13 يناير، أمرت الحكومة بإغلاق الإنترنت بالكامل، والذي دخل حيز التنفيذ في الساعة 7 مساءً. ندد نائب المدير الإقليمي لمنظمة العفو الدولية بهذه الخطوة، قائلاً إنها «تهدف بوضوح إلى إسكات قلة مراقبي الانتخابات المعتمدين والسياسيين المعارضين والمدافعين عن حقوق الإنسان والنشطاء والصحفيين والمدونين الذين يراقبون الانتخابات».

### ادعاءات الغش
في 15 كانون الثاني (يناير) (اليوم التالي للانتخابات)، أعلن بوبي واين أن قوات الأمن الأوغندية قد حاصرت وخرقت مقره بعد أن زعم أن الانتخابات «شابها التزوير والعنف». في وقت سابق من اليوم، زعمت النتائج الجزئية الصادرة عن المفوضية الانتخابية أن الرئيس الحالي موسفني يتفوق على بوبي واين بأكثر من 62٪ من الأصوات مقابل 29٪ واين.

## النتائج

### الرئيس
أعلن القاضي سيمون موجيني بياباكاما، رئيس اللجنة الانتخابية، فوز موسفني في الانتخابات الرئاسية في 16 يناير، مشيرًا إلى أنه حصل على 59٪ من الأصوات، مقابل حصول واين على 35٪. وبلغت نسبة إقبال الناخبين 57٪. وبحسب بياباكاما إنها كانت انتخابات سلمية. وفي حديثه قبل إعلان النتائج قال واين للصحفيين إنها «أكثر انتخابات تزويرًا في تاريخ أوغندا»، واتهم موسفني أيضًا بوضعه «تحت الحصار»، حيث طوقت قوات الأمن منزله. ونفى موسفني هذه المزاعم في خطاب متلفز بعد إعلانه الفائز، قائلا إن الأصوات قد جرى عدها آليًا وأنها «قد تكون أكثر انتخابات خالية من الغش منذ عام 1962». تحدى بياباكاما واين لتقديم أدلة على مزاعم الاحتيال.

## ردود الفعل الدولية
هنأ كل من الرئيس الكيني أوهورو كينياتا ورئيس تنزانيا جون بومبيه ماغوفولي موسفني بفوزه بإعادة انتخابه. كما هنأ عبد الفتاح البرهان، رئيس مجلس السيادة السوداني موسفني.